# Frohen-sur-Authie
Frohen-sur-Authie – miejscowość i gmina we Francji, w regionie Hauts-de-France, w departamencie Somma.
Według danych na rok 2010 gminę zamieszkiwały 224 osoby, a gęstość zaludnienia wynosiła 32 osoby/km².